# Mixogaster imitator
Mixogaster imitator är en tvåvingeart som beskrevs av Thompson 2004. Mixogaster imitator ingår i släktet Mixogaster och familjen blomflugor. Inga underarter finns listade i Catalogue of Life.